# Oxytrigona daemoniaca
Oxytrigona daemoniaca är en biart som beskrevs av Camargo 1984. Oxytrigona daemoniaca ingår i släktet Oxytrigona och familjen långtungebin. Inga underarter finns listade i Catalogue of Life.